# 新増沢式採点法
新増沢式採点法（しんますざわしきさいてんほう）とは、音楽コンクールなどで、複数の審査員による審査を集計するため、増沢健美が考案した「増沢式採点法」に、改良を加えたものである。「新増沢方式」あるいは単に「増沢方式」と呼ばれることもある。
なお、以下の説明では「参加団体」として統一しているが、個人単位でのコンクールの審査においても事情は同様である。

## 概略
- 各審査員は、参加団体に対して「点数」ではなく「順位付け」のみを行う。
- 順位付けは、特定の要素に着目するのではなく、参加団体の演奏全体を総体的に判断して行う。
- 総合順位は、各審査員の順位の上下関係に基づく多数決を（擬似的に）繰り返し、各位ごとに順に決定していく。その際、順位差の開きは重要視されない。
- 審査員の数が多ければ多いほど、処理が複雑になる。

## 用語の定義
本項で使用する用語の定義は、次のとおりである。なお、これらは本項での説明の便宜のためのものであり、新増沢式採点法における標準的な用語ではない。
- 「順位」＝各審査員ごとの順位を指す。
- 「順位表」＝各審査員が、参加団体の全体又は一部について順位付けを行い、提出する表。
- 「獲得数」＝ある団体を第1位とした審査員の数。
- 「決選投票」＝特定の2団体について、どちらを上位とするかの手続き。なお、実際に投票を行うのではなく、順位表の上下関係の集約によって結果が得られる。詳細後述。
- 「勝ちポイント選抜」＝3団体以上において、いずれを最上位とするかの手続き。詳細後述。
- 「総合順位」＝審査によって確定した最終順位を指す。
- 「総合第1位」＝総合順位における第1位を指す（総合第2位以下も同様）。

## 前提条件
- 多数決を多用する方式であるため、審査員数は奇数を原則とする。偶数でも不可能ではないが、「票割れ」が生じやすくなり、作業が複雑になる。
- 各審査員は、全参加団体に対して1位以下の順位付けをした順位表を、一括して作成して提出する。理論的には、総合順位の決定が必要な場面ごとに投票を行うことも可能だが、「時間の節約」「他の審査員に影響を与えない／他の審査員から影響を受けない」「各審査員が、どういう順位付けを行ったかを記録に残し、公開する」などの理由により、多くは一括して作成し、提出する方式を取る。
- 参加団体が10団体程度までであれば、各審査員は全参加団体の順位表を作成する。参加団体がもっと多く、かつ、低位については総合順位を確定させないのであれば、作業の簡素化のため、例えば「上位10団体までの順位表」とすることもある。
- 各審査員の順位付けの際に「同位」や「棄権」は行えない。

## 総合順位の決定手順
（前準備）各審査員が提出した順位表を集計し、獲得数が最多の団体を「仮の第1位」、2番目の団体を「仮の第2位」とする（ここで、同数は同位とする）。なお、審査員が多数である場合、「仮の第3位」以下の設定も必要となるが、説明が複雑になるため、小項目にて略説した。
- （α）「仮の第1位」が1団体だけで、かつ、その獲得数が審査員の半数を超えた場合は、その団体が総合第1位となる。
- （β）「仮の第1位」が2団体存在し、かつ、両者の獲得数の合計が半数を超える場合には、その2団体で決選投票を行い、総合第1位を決定する。
- （γ）「仮の第1位」が3団体以上存在し、かつ、「仮の第1位」全員の獲得数の合計が半数を超える場合には、それらの団体で勝ちポイント選抜を行い、総合第1位を決定する。
- （δ）「仮の第1位」の獲得数が半数を超えない場合、「仮の第1位」と「仮の第2位」の獲得数の合計が半数を超えれば、「仮の第1位」と「仮の第2位」によって決選投票を行い、総合第1位を決定する。
- （ε）（δ）において、「仮の第2位」が複数存在する場合には、最初に「仮の第2位」の団体において決選投票又は勝ちポイント選抜を行い、「第1位候補」を1団体だけ選抜する。次に、「仮の第1位」と「第1位候補」とで決選投票を行い、総合第1位を決定する。
- （ζ）以上により総合第1位が確定すれば、各審査員の順位表からその団体を削除し、空欄になった位置に、次順位以下の団体をそのまま繰り上げる。
- （η）繰上げが終わった順位表について、「仮の第1位」以下を改めて設定する。その後、（α）以下の手順に従って決定された「2回目の第1位」が、総合第2位となる。さらに、総合第3位以下も、同様の作業を繰り返し、決定していく。

### 仮の第3位が必要となるケース
審査員が9人までであれば、過半数の獲得のために「仮の第3位」までを設定する必要はない。
審査員が11人である場合、「仮の第1位」の獲得数が3で1団体、「仮の第2位」の獲得数が2で1団体、「仮の第3位」の獲得数が1で6団体という形がありうる。この場合、「仮の第1位」と「仮の第2位」の獲得数合計は5なので、過半数に達しない。そのため「仮の第3位」も合わせた選出を行う必要がある。
まずは、「仮の第3位」の6団体において勝ちポイント選抜を行い、「第2位候補」を1団体だけ選出する。次に、「仮の第2位」と「第2位候補」とで決選投票を行って「第1位候補」を選出する。最後に「仮の第1位」と「第1位候補」とで決選投票を行って、総合第1位を決定する、という手順となる。

## 作業の具体例
※ここでは、「審査員が7人」である場合を想定したモデルケースによって解説する。
1. 団体Aの獲得数が4以上であった場合
（α）を適用し、Aが総合第1位。
2. 団体Aが3、団体Bが3、団体Cが1の獲得数であった場合
「仮の第1位」がAとBの2団体で、かつ、両者の獲得数合計が半数を超えるので、（β）を適用する。
3. 団体Aが3、団体Bが2、団体Cが2の獲得数であった場合
「仮の第1位」がA、「仮の第2位」がBとCであり、AとBとCの獲得数の合計が半数を超える。よって（ε）により、「仮の第2位」であるBとCとで決選投票を行い、より上位である方を「第1位候補」に選抜する。
次に、Aと「第1位候補」とで決選投票を行う。
4. 団体Aが3、団体Bが2、団体Cが1、団体Dが1の獲得数であった場合
「仮の第1位」がA、「仮の第2位」がBであり、両者の獲得数合計が過半数を占めているので、（δ）により総合第1位が決定。
5. 団体Aが3、団体Bから団体Eまでがそれぞれ1の獲得数であった場合
「仮の第1位」であるAと、「仮の第2位」のBからEの獲得数合計が半数を超えるので、（ε）により、「仮の第2位」の4者の中から「第1位候補」を選出する。
次に、Aと「第1位候補」とで決選投票を行う。
6. 団体Aが2、団体Bが2、団体Cが2、団体Dが1の獲得数であった場合
「仮の第1位」が3者存在し、かつ、それらの獲得数の合計が半数を超えるため、（γ）によって総合第1位を決定する。
7. 団体Aが2、団体Bが2、団体Cが1、団体Dが1、団体Eが1の獲得数であった場合
「仮の第1位」がAとBの2団体で、かつ、両者の獲得数合計が半数を超えるので、（β）により総合第1位が決定。
8. 団体Aが2、団体BからFまでがそれぞれ1の獲得数であった場合
「仮の第1位」であるAと、「仮の第2位」のBからFの獲得数合計が半数を超えるので、（ε）により、「仮の第2位」の5者の中から「第1位候補」を選出する。
次に、Aと「第1位候補」とで決選投票を行う。
9. 団体Aから団体Gまでがそれぞれ1人。
（γ）により、AからGまでの7者が参加する勝ちポイント選抜によって総合第1位を決定する。

### 決選投票
設例（4）を使用して説明すれば、この時の各審査員の順位表が、次のようであったと仮定する。
|     | 審査員1 | 審査員2 | 審査員3 | 審査員4 | 審査員5 | 審査員6 | 審査員7 |
| --- | ------- | ------- | ------- | ------- | ------- | ------- | ------- |
| 1位 | A       | A       | A       | B       | B       | C       | D       |
| 2位 | B       | C       | D       | A       | A       | B       | B       |
| 3位 | C       | B       | C       | C       | D       | A       | A       |
| 4位 | D       | D       | B       | D       | C       | D       | C       |

ここから、ＡとＢとの関係のみを抜き出せば、次のようになる。
|     | 審査員1 | 審査員2 | 審査員3 | 審査員4 | 審査員5 | 審査員6 | 審査員7 |
| --- | ------- | ------- | ------- | ------- | ------- | ------- | ------- |
| 1位 | A       | A       | A       | B       | B       |         |         |
| 2位 | B       |         |         | A       | A       | B       | B       |
| 3位 |         | B       |         |         |         | A       | A       |
| 4位 |         |         | B       |         |         |         |         |

すると、「Aを上位とする者」は3名、「Bを上位とする者」は4名となるので、多数決でBが上位と決する。
なお、ここでは「第1位を決定するための決選投票」としたが、「仮の第2位の2者の中から1者を選出する」ような場合も、同様の手順を行う。

### 勝ちポイント選抜
設例（6）を使用して説明すれば、この時の各審査員の順位表が、次のようであったと仮定する。
|     | 審査員1 | 審査員2 | 審査員3 | 審査員4 | 審査員5 | 審査員6 | 審査員7 |
| --- | ------- | ------- | ------- | ------- | ------- | ------- | ------- |
| 1位 | A       | A       | B       | B       | C       | C       | D       |
| 2位 | B       | C       | D       | C       | A       | A       | A       |
| 3位 | C       | B       | C       | A       | D       | B       | C       |
| 4位 | D       | D       | A       | D       | B       | D       | B       |

これから、A、B、Cのうち、2者同士の対戦を抽出する。まず、「A対B」は「Aを上位とする者＝5　対　Bを上位とする者＝2」となるので、Aが勝ちポイント1となる。この際、勝敗数差は考慮されない（4対3でも6対1でも、勝ちポイントは1である）。
同様に「B対C」は、「3対4」となるので、Cが勝ちポイント1となる。
「A対C」は「3対4」となるので、Cが勝ちポイント1となる。
よって、勝ちポイントが2となったCが最上位であると決する。
ただし、勝ちポイント1位が複数現れる場合もありえる。その際には、勝ちポイント1位の団体だけでの勝ちポイント選抜を行う。それでもなお、勝ちポイント1位が複数となった場合には、コンクールによって対応が変わる。
- (a)勝ちポイント1位の中で、「勝ち数」の合計がもっとも多い団体を最上位とする。
- (b)後述する「順位換算法」によって最上位を決する。
- (c)勝ちポイント1位の中で、審査委員長が最上位とした団体とする。

なお、(a)および(b)においては、なおも同点となる場合がありうるため、その際には(c)によるという規定が付け加えられている。

## 新増沢式採点法に対する評価
- プラス評価
  - ある審査員が、何らかの利害関係によって、特定の団体の順位を恣意的に上位又は下位にしたとしても、それが総合順位に与える影響は少ない。
  - 「はじめに順位表ありき」なので、審査員間における「駆け引き」や「点数の貸し借り」などが生じにくい。
  - ある審査員が「最下位」と「ブービー」にした団体でも、総合順位では1位2位争いをすることがありえる。つまり、いずれを「最下位」にするかで総合1位と総合2位がひっくり返る可能性もあるため、自分は低位だとした団体に対する順位付けもおろそかにはできない。
  - 「審査員ごとの点数を足す」など、煩瑣な計算をする必要がなく、集計時に「計算ミス」を起こしにくい[2]。
- マイナス評価
  - 例えば設例（5）のように、7人の審査員のうち3人が第1位とした団体であっても総合第1位になれない可能性もある。このように、「審査員の順位表から受ける印象」と「総合順位」とが一致しないことが多い。
  - 審査員が7人で、「3人が1位、4人が2位」とした団体があっても、「4人が1位、3人が最下位」とした団体があれば、後者が総合1位となってしまう。
  - 審査員における「甲乙付け難い1位と2位」も、「圧倒的な差がある1位と2位」も、「順位差」のみが抽出され、いずれも等質・等価である「1位と2位」になってしまう。
  - コンクールの規模によっては、参加団体の中から審査員を出さざるを得ない場合がある。点数法であれば「自己の団体に対する採点は棄権するものとし、代わりに他の審査員全員の平均点を加える」などの対応が可能だが、新増沢式ではそのような代替措置が取りにくい。

## 新増沢式以外の採点法
※ここでは、比較的多く採用されている方法を概説する。なお、それぞれの方法に付けている名称は、本項での説明の便のためのものであり、一般的な名称ではない。
順位換算法
各審査員が付けた順位を、単純な方法で点数に換算し、その合計の多寡で総合順位を決定する方法。「順位＝点数」と換算して、「合計得点の少ない順」に総合順位を確定させるのが簡便である。
ただし、参加団体が多い場合には、例えば「上位10団体のみを順位付けする」ものとし、それを「1位＝1点、2位＝2点、……、10位＝10点、11位以下＝11点」と換算し、「合計点数の少ない順」に総合順位を決定するという場合が多い。
なお、恣意的な順位付けによる審査のブレを防ぐため、「同一団体に対する最高点と最低点を除いたものの合計」を使用することもある。
単純点数法
各審査員は、あらかじめ決定している満点（例えば10点満点）と、点数の刻み（例えば、0.1点単位）に従い、各団体ごとに点数を付け、その合計得点の多寡で総合順位を決定する方法。
ただし、恣意的な高得点又は低得点による審査のブレを防ぐため、「最高点と最低点を除いたものの合計」を使用することが多い。
単純点数法（修正）
単純採点法では「同点同位」が生じやすいため、例えば「同一審査員における各団体への点数には、必ず差を付ける（同点は認めない）」などのルールを設定しておくもの。
持ち点配分法
各審査員ごとに、あらかじめ持ち点（例えば100点）を設定し、それを審査員ごとに自由に配分していき（無論、配分しない団体も出てくる）、その合計の多寡で総合順位を決定する方法。
ただし、恣意的な高得点による審査のブレを防ぐため、「1団体に配分しうる点数の上限（例えば20点まで）を決めておく」「配分する団体数の上下限（例えば5団体から10団体まで）を決めておく」「持ち点はすべて配分する（又は一定点数までの棄権を認める）」などのルールが設定されることが多い。
総当り方式
各審査員ごとに順位表を作成し、提出するところは新増沢式採点法と同じだが、「同位」を許容する。集計方法は「勝ちポイント選抜」に近く、特定の2団体間の順位の上下関係に注目し、上位とする審査員が多い方に勝ちポイント1を加える。なお、「同位」の場合は「引き分け」として、双方に勝ちポイント0.5を加える。
この作業を全団体について行い、勝ちポイントの合計の順で総合順位を決定する。
要素別採点法
「芸術点」「技術点」など、演奏を構成する各要素ごとに採点（これには単純採点法が用いられることが多い）を行い、その合計点数によって総合順位を決定する方法。各審査員ごとにすべての要素について採点を行う場合と、審査員ごとにそれぞれの要素を分担して採点する場合とに分かれる。
合議法
いずれかの方式で決定した順位を基にしつつも、審査員の話し合いによる調整を加えて、最終的な総合順位とする方法。
より実態に合った総合順位を得ることが期待できる反面、「話し合いに時間がかかる」「審査員間の駆け引きが生じやすい」などの欠点もある。
NHKコンクール方式
基本的には新増沢式を踏襲しているが、いわゆる「審査委員長」が存在しない等の事情により、一部が修正されている。
- 「審査員は原則奇数」「順位表の作成」「集計方法」「決選投票」「勝ちポイント選抜」までは、上述と同じである。
- 「勝ちポイント選抜」にて、勝ちポイント1位が複数存在した場合、（勝ちポイント1位の団体だけでの勝ちポイント選抜は行わず）上述の(a)によって「勝ち数」の最上位を決定する。
- さらに、「勝ち数」同数が2団体であれば、両者による決選投票を行う。3団体以上の場合、それら団体だけでの勝ちポイント選抜を行う。

## 新増沢式採点法を採用しているコンクール
全日本合唱連盟が主催する全日本合唱コンクールの全国大会は、全部門において新増沢式が採用されている。その予選となる地方大会及び都道府県大会においては、新増沢式を採用しているところが多数だが、一部において他の方式を採用しているところもある。
なお、増沢健美自身はこの方式を「音楽コンクール」の審査のために考案したのだが、同コンクールでは、現行の「日本音楽コンクール」に改称した1982年から増沢式の採用を中止し、今では点数制（上述の単純点数法に該当）が採用されている。